# Locanda di posta

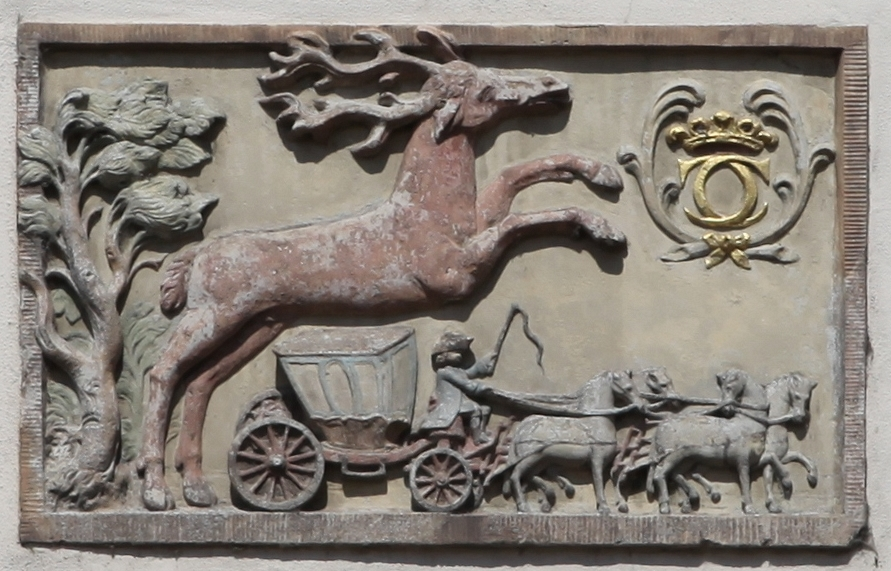
Insegna del Gasthof Zum Roten Hirsch ("locanda al cervo rosso") di Eilenburg, con i simboli della posta

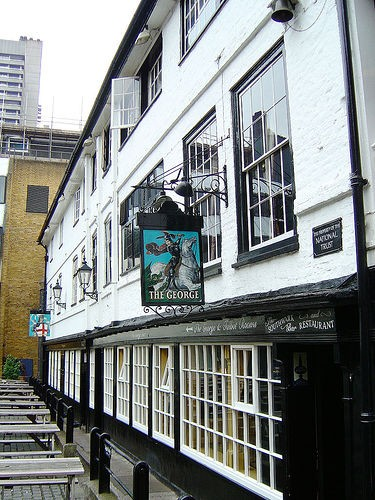
The George Inn di Southwark, sobborgo di Londra

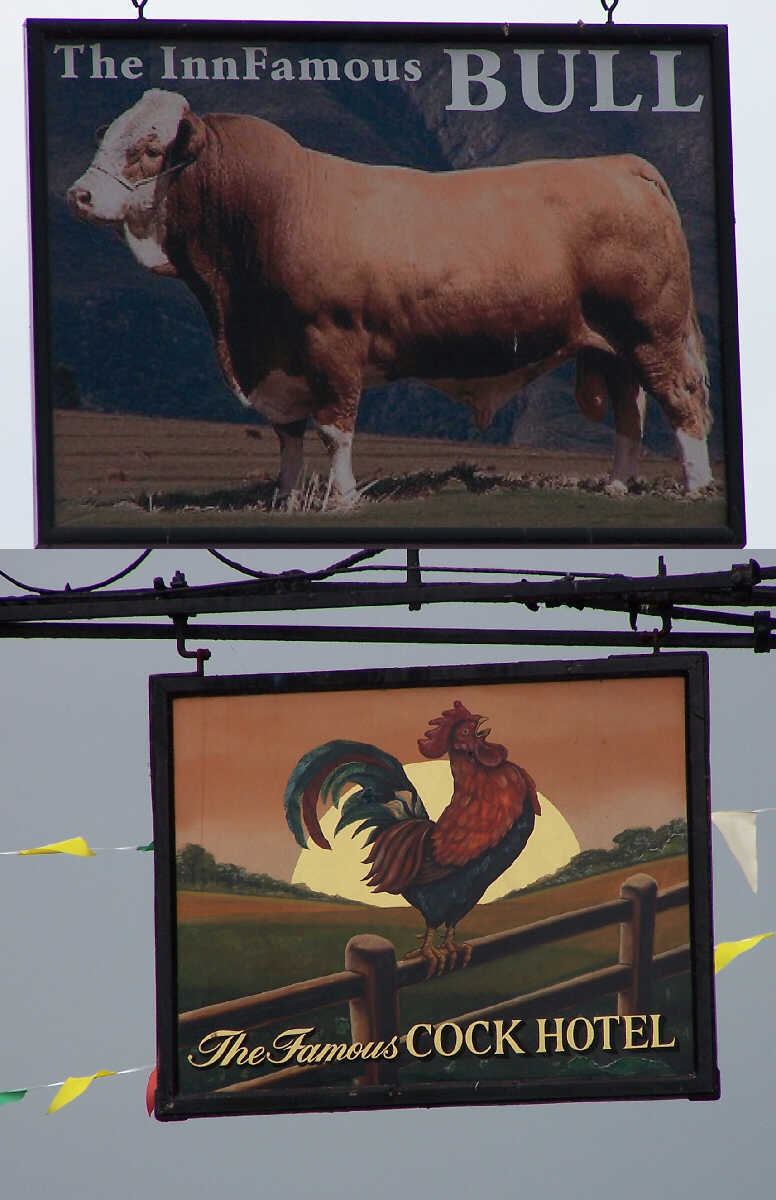
Insegne del Bull e del Cock

In Europa, dalla metà del XVII secolo, per un periodo di quasi tre secoli, le locande di posta e osterie di posta (in francese: auberges de la Poste; in inglese: coaching inn, o anche coaching house o staging inn; in tedesco: Gasthof zur Post o Gasthof Post) furono una delle strutture più importanti per i viaggiatori di terra. Erano delle locande che facevano parte delle stazioni di posta e avevano la funzione di dare vitto e alloggio ai viaggiatori in diligenza. Alcune di esse sono giunte ai nostri giorni mantenendo, in italiano, il nome "Hotel della Posta", "Albergo della Posta" o "Ristorante della Posta".

## Descrizione
Le locande od osterie della Posta sorgevano nelle stazioni di posta accanto alle scuderie dei cavalli, alle rimesse delle carrozze, alla bottega del maniscalco, all'ufficio postale, alla biglietteria e al deposito bagagli. In esse i viaggiatori potevano pranzare durante il cambio dei cavalli o pernottare la notte. Generalmente, come in tutte le locande, il piano terreno era destinato alla preparazione e somministrazione dei pasti, mentre al piano superiore c'erano le camere da letto.

## In Inghilterra
Alcune città dell'Inghilterra avevano anche dieci di questi locali che rivaleggiavano fra di loro non solo per i ricavi ottenuti per il cambio dei cavalli ma anche per la somministrazione di pasti e bevande ai passeggeri delle carrozze e per il pernottamento degli stessi. Barnet nell'Hertfordshire era una di queste località, ed ancora oggi possiede un elevato numero di pub storici lungo la sua strada principale. Questa grande concentrazione era dovuta al fatto che la città era situata in posizione strategica sulla strada che da Londra conduceva nel nord dell'Inghilterra.

### Cock and Bull
Due coaching inns situati lungo la strada romana Watling Street nel villaggio di Stony Stratford (Buckinghamshire), di nome rispettivamente The Cock e The Bull, si dice abbiano dato origine al modo di dire inglese cock and bull stories. Molte carrozze si fermavano in città lungo la strada che da Londra portava al nord dell'Inghilterra, e i viaggiatori raccontavano delle storie che venivano abbellite passando fra le due osterie fra pinte di birra e attenti ascoltatori. Così ora ogni racconto fantasioso e poco credibile diventa una cock and bull story.

### Inn storici
Esistono ancora alcuni esempi di coaching inns storici nel centro di Londra e fra questi si citano il Nomura building vicino al Museum of London sul London Wall che commemora il Bull and Mouth Inn; Golden Cross House, di fronte a St Martin's in the Fields richiama alla mente il Golden Cross, Charing Cross coaching inn.
Ad Oxford esiste il Bear Inn (fondato nel 1242) ed il Lamb & Flag.